# Acryptolaria elegans
Espèce
Synonymes
Cryptolaria elegans Allman, 1877
Acryptolaria elegans est une espèce de cnidaires de la famille des Lafoeidae et de l'ordre des Leptothecata. On la trouve dans le Golfe du Mexique.